# الدير (رواية)
الدير: قصة حب (بالإنجليزية: The Monastery)‏ هي رواية تاريخية نشرت عام 1820 بقلم السير والتر سكوت. وتشكل مع رواية رئيس الدير، واحدة من حكايات سكوت عن المصادر البندكتية وتقع أحداثها في زمن ماري ستيوارت، وفترة العصر الإليزابيثي.